# رابی سوج
رابی سوج (انگلیسی: Robbie Savage؛ زادهٔ ۱۸ اکتبر ۱۹۷۴) بازیکن فوتبال اهل بریتانیا است.
از باشگاه‌هایی که در آن بازی کرده‌است می‌توان به باشگاه فوتبال بیرمنگام سیتی، باشگاه فوتبال دربی کانتی، باشگاه فوتبال کرو آلکساندرا، باشگاه فوتبال منچستر یونایتد، باشگاه فوتبال بلکبرن روورز، باشگاه فوتبال لستر سیتی و باشگاه فوتبال برایتون و هاو آلبیون اشاره کرد.
وی همچنین در تیم ملی فوتبال ولز بازی کرده است.

## زندگی شخصی
فرزند وی، چارلی سوج است که مانند رابی، در راه فوتبال قدم گذاشته‌است.